# Dedo de zinco

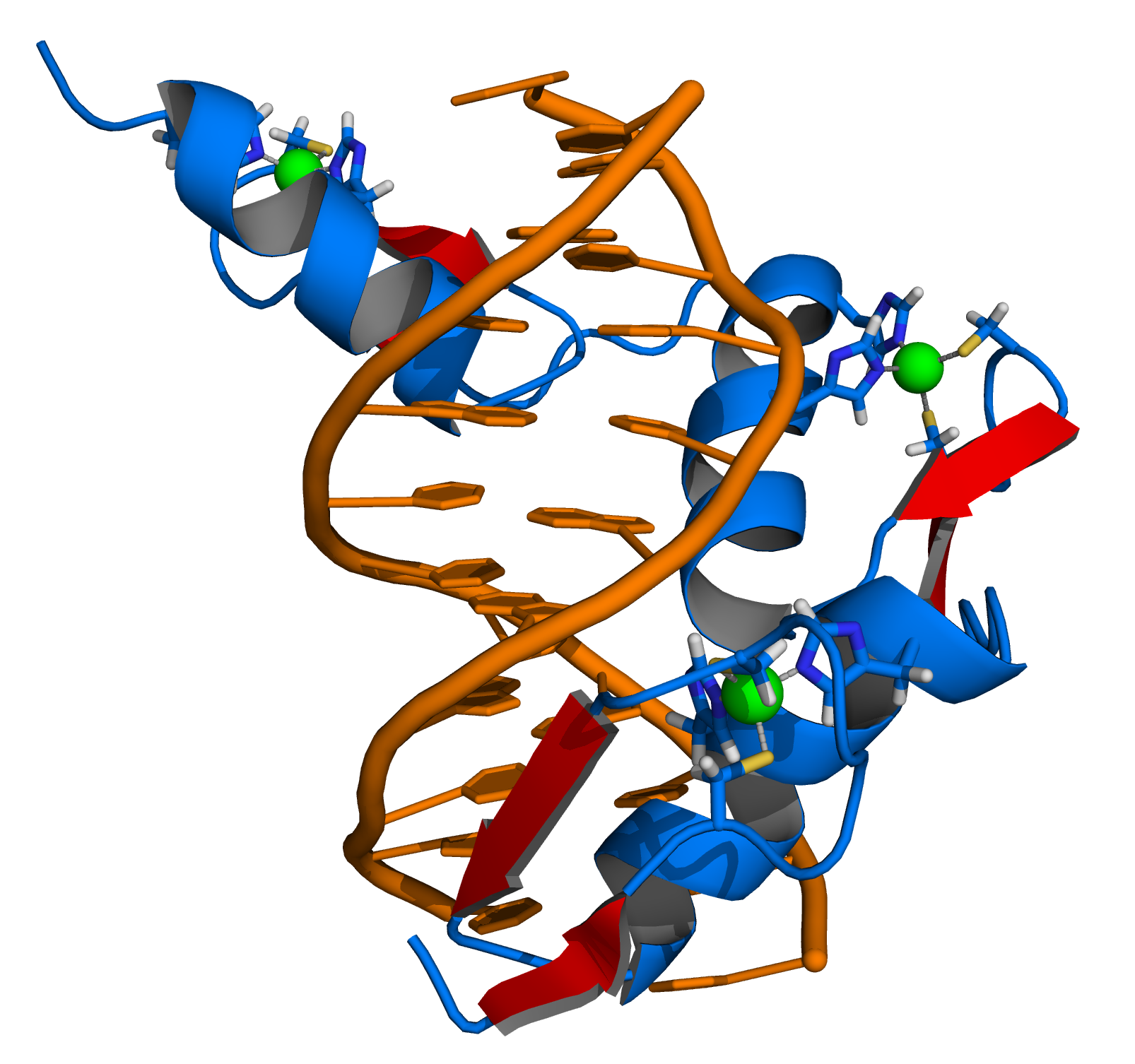
Representação da proteína Zif268 (azul) contendo três dedos de zinco em ligação ao DNA (laranja). Os iões de zinco (verde) estão coordenados com resíduos de aminoácidos na proteína.

Os dedos de zinco são domínios proteicos que têm a propriedade de se ligarem ao DNA. Um dedo de zinco é composto por duas folhas-beta antiparalelas e uma alfa-hélice. O íon de zinco é fundamental para garantir a estabilidade deste tipo de domínio. Na ausência do íon, o domínio desdobra-se e torna-se demasiado pequeno para albergar um núcleo hidrofóbico.